# Chaillé-les-Marais
Chaillé-les-Marais is een gemeente in het Franse departement Vendée (regio Pays de la Loire) en telt 1599 inwoners (1999). De plaats maakt deel uit van het arrondissement Fontenay-le-Comte.

## Geografie
De oppervlakte van Chaillé-les-Marais bedraagt 39,8 km², de bevolkingsdichtheid is 40,2 inwoners per km².

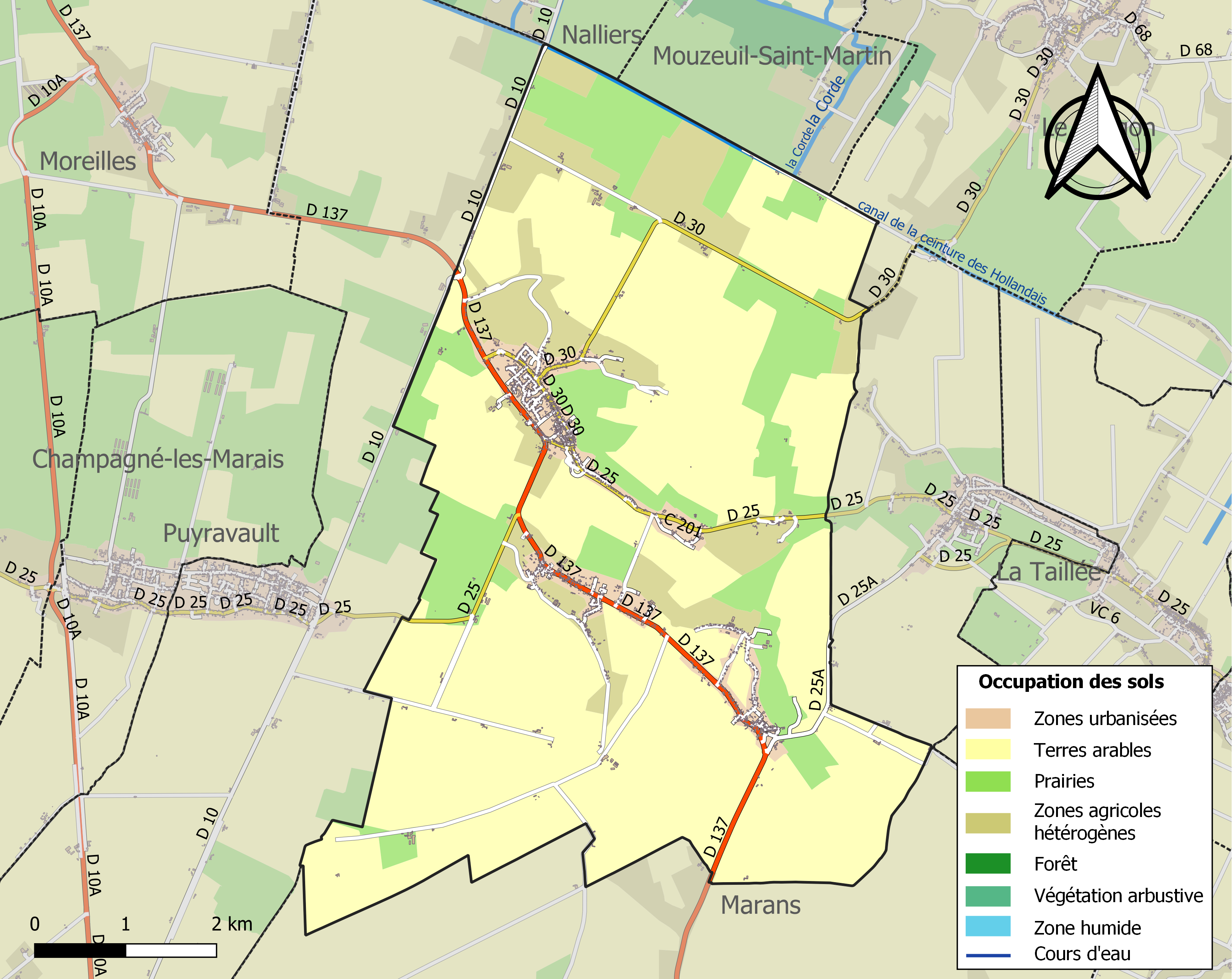
Kaart van de gemeente met de belangrijkste infrastructuur, bodemgebruik en omliggende gemeenten

## Demografie
Onderstaande figuur toont het verloop van het inwonertal (bron: INSEE-tellingen).